# Juan Carlos Stevens
Juan Carlos Stevens, född 22 oktober 1968, är en kubansk bågskytt. Han deltog vid olympiska sommarspelen 2000, olympiska sommarspelen 2008 och olympiska sommarspelen 2012.